# Подлесник уральский
Подлесник уральский (лат. Sanicula uralensis) — вид травянистых растений рода Подлесник (Sanicula) семейства Зонтичные (Apiaceae).

## Описание
Многолетнее травянистое растение до 50—60 (80) см длиной, с коротким косым корневищем. Стебли в числе 1—3, прямые. 
Прикорневые листья в числе 3—6 (до 10), бледно-зеленые, с черешком длиннее пластинки, пластинкой на первый взгляд пальчато-5-рассеченной, около 4—8 (10) см длиной, со средним сегментом почти до основания свободным, ромбически-клиновидным, с боковыми сегментами очень неравно глубоко-двураздельными, в основании сросшимися. Все сегменты на верхушке почти 3-надрезанные, но острые, по краю неравно городчато-пильчатые, с островатыми щетинистыми зубцами. Стеблевых листьев 1, редко — 2, они крупные, равные или крупнее прикорневых листьев и почти той же формы, но часто тройчатые, с более короткими черешками и более узкими и острыми пластинками.
Общее соцветие в основании облиственное, 2—3-дихазиально-ветвящееся, с ветвями после цветения удлиняющимися до 10—18 см дл. Зонтики (1) 3-лучевые. Листочки обёртки в числе 2—3, уменьшенные, неравные, много короче лучей с плодами. Листочки обёрточки в числе 3—5, ланцетные, чуть короче плодоносных зонтичков. Мужские цветки в зонтичках по 3—4 (5), на цветоножках 0,4—0,7 мм длиной, быстро опадающие, плодущие цветки обычно по 3, сидячие. Чашелистики мелкие, около 0,3—0,4 мм длиной, треугольно-яйцевидные или широколанцетные, с насаженным острием. Лепестки около 1 мм длиной, белые, широкотреугольные, с внутрь завернутой долькой. Столбики изогнутые, много длиннее лепестков.
Плоды овальные, 2—3 (3,5) мм длиной, только в основании коротко-чешуйчатые, по всей остальной поверхности от многочисленных крючковатых волосков цепляющиеся.